# هاري هاموند هيس
هاري هاموند هيس (مواليد 24 مايو 1906 - 25 أغسطس 1969) هو جيولوجي أمريكي وضابط في بحرية الولايات المتحدة أثناء الحرب العالمية الثانية.
يٌعتبر هيس أحد مؤسسي نظرية الصفائح التكتونية، الأميرال هاري هاموند هيس الذي ولد في نيويورك إشتُهر بنظرية تمدد قاع البحر، مُتخصص بالعمل على العِلاقة بين تقوس الجزر وشذوذ الجاذبية لقاع البحر، وصخور السربنتين والبيريدوتيت. واقتَرَحَ أن انتقال الحرارة في ستار الأرض تكون القوة الدافعة وراء هذه العملية. قدم هذا العمل قاعدة مفاهيمية لتطوير نظرية الصفائح التكتونية.

## حياته التدريسية
دَرَّسَ هيس لسنة في جامعة روتجرز (1932 - 1933) في نيو جيرسي، وقضى عاماً كباحث مُساعِد في مُختبر فيزياء الأرض في واشنطن. قبل أن يَنضَّم إلى هيئة التدريس في جامعة برنستون سنة 1934، واستمر فيها لبقية حياته وشَغل منصِب رئيس قِسم الجيولوجيا (1950 - 1966). وكان أستاذ زائر في جامعة كيب تاون في جنوب أفريقيا (1949 - 1950)، وجامعة كامبريدج في انجلترا (1965).

## اكتشافاته العِلمية
في عام 1960 قام هيس بأهم إنجاز، والذي يُعتبر جزءً من تقدم كبير في مجال العلوم الجيولوجية في القرن 20. حيثُ ذكر في تقرير نُشر على نطاق واسع لمكتب البحوث البحرية، قال بأنه قدم نظرية، وهي مقبولة عموماً، أن القشرة الأرضية تحركت أفقياً مبتعدة طولياً، ويكون ظهر المحيط المجاور نشط بركانياً.

## الوفاة
توفي هاري هيس بسبب جلطة قلبية في ولاية ماساتشوستس في 25 أغسطس 1969، وذلك خلال ترؤسه اجتماع مجلس علوم الفضاء التابع للأكاديمية الوطنية للعلوم. ودُفن في مقبرة أرلينغتون الوطنية وحصل بعد وفاته على جائزة الخدمة العامة المتميزة للإدارة الوطنية للملاحة الجوية والفضاء.
أنشأ الاتحاد الجيوفيزيائي الأمريكي مِيدالية هاري هيس كتِذكار له سنة 1984، وذلك لتكريمه على الإنجازات المُتميزة في مجال البحوث وتطوير علوم الأرض والكواكب الشقيقة.

## روابط خارجية
- هاري هاموند هيس على موقع الموسوعة البريطانية (الإنجليزية)